# Japanagromyza brooksi
Japanagromyza brooksi este o specie de muște din genul Japanagromyza, familia Agromyzidae, descrisă de Spencer în anul 1969.
Este endemică în Ontario. Conform Catalogue of Life specia Japanagromyza brooksi nu are subspecii cunoscute.